# République partisane de Maschito
15 septembre 1943 – 5 octobre 1943
Entités précédentes :
- République sociale italienne

Entités suivantes :
- République sociale italienne

La République partisane de Maschito est une éphémère république partisane italienne qui a existé du 15 septembre au 5 octobre 1943 à Maschito, dans le Sud de l'Italie, en tant que résistance locale face au fascisme italien durant la Seconde Guerre mondiale.